# Караташ Володимир Михайлович
Володимир Михайлович Караташ (нар. 2 березня 1926, село Роздол, Голованівський район, Кіровоградська область, УРСР — 6 листопада 2017) — український письменник, вояк УПА, політичний в'язень, учасник Кенгірського повстання 1954 року.

## Життєпис
Народився у селянській родині. Батько — Караташ Михайло, був розстріляний гестапівцями у Голованівську. 17-річним юнаком Володимир став членом ОУН. Був стрільцем у сотні «Сталевого», що діяла в місцевостях Гайсин, Умань, Теплик, Гайворон, Благовіщенське, Голованівськ. Згодом був заарештований контррозвідкою «СМЕРШ» і заочно засуджений до 8 років позбавлення волі.
11 місяців перебував в Горьківській тюрмі № 1. 1949 року Володимира було переведено до табору суворого режиму для політв'язнів — до Воркути. Працював на шахті № 7.
1951 — в концтаборі «Речлаг» після важкого і довгого слідства був засуджений військовим трибуналом Біломорського військового округу до розстрілу за «організацію і керівництво антирадянською групою українських націоналістів», яка готувала повстання в таборі. Закованого перевезли до Вологди, де провів 5 місяців в одиночній камері смертників. Зранку до вечора, щоб розум не схибився, ходив по камері і пошепки декламував вірші Тараса Шевченка, Івана Франка, Лесі Українки, займався фізичними вправами.
Після смерті Сталіна влада замінила розстріл 25 роками тюрми і концтаборів. Був етапований з Вологди до Казахстану в табір суворого режиму «Степлаг» селища Кенгір. Там в травні—червні 1954 року брав активну участь у Кенгірському повстанні.
Звільнений 26 квітня 1956 року, реабілітований 20 вересня 1989 року Кіровоградською облпрокуратурою.
1958 — вступив до Одеського державного університету, на факультет іноземних мов. 1963 року з дипломом учителя англійської мови приїхав до рідного Голованівського району. 25 років працював учителем у Побузькому. Разом з дружиною Ганною Лук'янівною (до шлюбу Людкевич), також політув'язнною (познайомилися в радянських таборах) виростили двох дітей — сина і дочку. Письменник, автор трьох книг-споминів.
У 1960 роках в Америці вийшла книга «В концтаборах СРСР». На сторінці 340 книги є запис про те, що в 1952 році на шахті № 7 у Воркуті було викрито групу, яка підготувала близько 500 саморобних гранат великої розривної сили. Керівником тієї групи був українець з Одещини Караташ. Це про нашого земляка, відважного вояка ОУН-УПА Володимира Караташа, двічі засудженого до смертної кари за організацію і участь в концтабірних антирадянських повстаннях. Караташ був членом Кіровоградського обласного Товариства політичних в'язнів і репресованих.
8 травня 2015 року Володимира разом із іншими ветеранами УПА було запрошено до ВРУ на урочисте засідання з нагоди відзначення 70-ї річниці Перемоги над нацизмом у Європі та Дня пам'яті та примирення.

## Нагороди та відзнаки
- Орден «За мужність» ІІІ ст. (20 серпня 2007) — за значний особистий внесок у соціально-економічний, культурний розвиток Української держави, вагомі трудові досягнення та з нагоди 16-ї річниці незалежності України[3]
- Ювілейна медаль «20 років незалежності України» (27 січня 2012) — за вагомі особисті заслуги у державотворчій, соціально-економічній, культурно-освітній діяльності, сумлінне і бездоганне служіння Українському народові та з нагоди Дня Соборності та Свободи України[4]
- Відзнака Президента України — ювілейна медаль «25 років незалежності України» (19 серпня 2016) — за значні особисті заслуги у становленні незалежної України, утвердженні її суверенітету та зміцненні міжнародного авторитету, вагомий внесок у державне будівництво, соціально-економічний, культурно-освітній розвиток, активну громадсько-політичну діяльність, сумлінне та бездоганне служіння Українському народу[5]
- Літературна премія імені Євгена Маланюка у номінації «Література та публіцистика» за книгу споминів «На барикадах Кенгіра» (2008).